# Kościół św. Jerzego w Gnieźnie
Kościół św. Jerzego w Gnieźnie, Seminaryjny Kościół Kolegiacki pw. św. Jerzego na Zamku Gnieźnieńskim – kościół kolegiacki w Gnieźnie. Siedziba Kapituły Kolegiackiej pw. św. Jerzego. Kościół rektorski, którego rektorem jest każdorazowo rektor Prymasowskiego Wyższego Seminarium Duchownego.
Kościół mieści się na Wzgórzu Lecha (w sąsiedztwie bazyliki prymasowskiej i kolegiat). Opiekę nad nim od 1974 roku sprawuje Prymasowskie Wyższe Seminarium Duchowne.

## Architektura

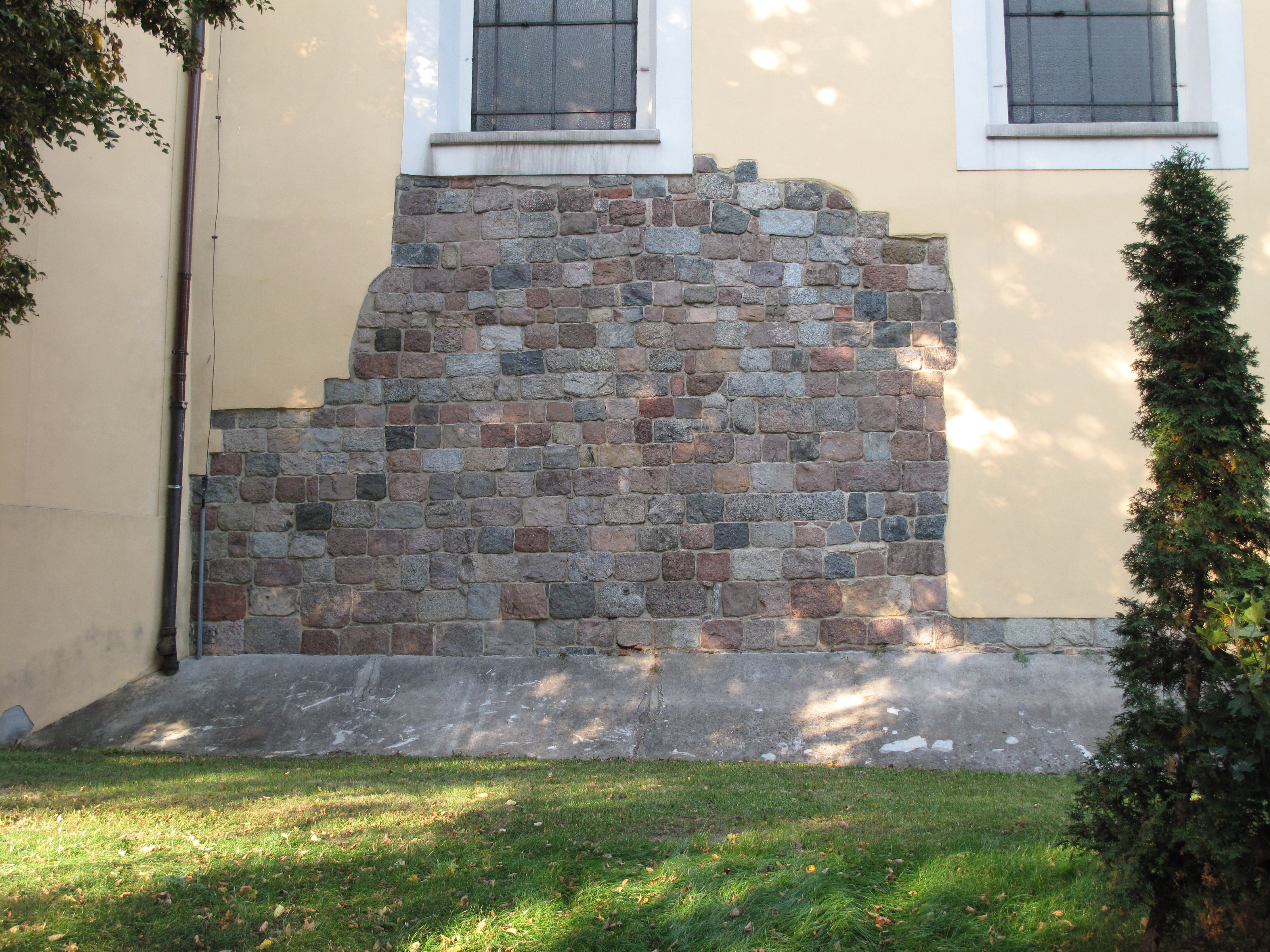
Romański mur

Na starych fundamentach i w dolnych partiach kościół zbudowany jest z ciosów granitowych, uzupełnionych w dużych, przede wszystkim górnych partiach cegłą, w dolnych partiach od strony południowej i północnej ciosy są odsłonięte, mury ceglane otynkowane. Jest to kościół jednonawowy z węższym i niższym, niewielkim prezbiterium, zamkniętym wielobocznie. Prezbiterium jest jednoprzęsłowe, nawa trzyprzęsłowa, nakryta sklepieniem żeglastym na gurtach, spływających na przyścienne, silnie występujące filary opilastrowane na narożach. Na sklepieniu umieszczono przedstawienia Trójcy Świętej oraz ewangelistów, natomiast na sklepieniu prezbiterium umieszczono wizerunki świętych apostołów Piotra i Pawła. Łuk tęczowy półkolisty. Chór muzyczny podsklepiony żeglasto, wsparty na trzech opilastrowanych arkadach. 
W późnobarokowej fasadzie zachodniej z 1782 roku, boniowanej, ujętej w dwie narożne, ukośne, zbarokizowane szkarpy zwieńczone sterczynami w kształcie obelisków – w półkolistej niszy znajduje się rzeźba św. Jerzego dłuta Marcina Rożka z 1936 roku. Dachy dwuspadowe, kryte dachówką. Ołtarz główny i dwa boczne przy tęczy z około 1782 roku, ze współczesnymi obrazami. Na ścianie południowej w nawie wtórnie osadzone w 2006 po odrestaurowaniu marmurowe epitafium byłego rektora seminarium duchownego bpa pomocniczego gnieźnieńskiego Józefa Cybichowskiego. Na wewnętrznej ścianie północnej również są odsłonięte ciosy romańskie. Na zewnątrz przy wejściu do świątyni znajduje się tablica upamiętniająca 25-lecie harcerstwa wielkopolskiego z 1937 roku, która pierwotnie umieszczona była w prezbiterium.

## Historia
Kościół został zbudowany na pozostałościach kamiennego kopca, będącego do X w. ważnym obiektem kultu pogańskiego. Po przyjęciu chrztu w 966 książę Mieszko I obrał to symboliczne miejsce na siedzibę, wznosząc tu swoją rezydencję z kaplicą. Z tego okresu pochodzi fragment romańskiego muru, odsłonięty na północnej i południowej ścianie. Obiekt ten został spalony w 1192 roku przez wojska Kazimierza Sprawiedliwego, podczas jego odwetowej wyprawy na Gniezno. Na ich miejscu wzniesiono nową siedzibę z małym kościołem św. Jerzego, pełniącym funkcję kościoła grodowego. Od XIII w. jest kościołem kolegiackim. W połowie XVI wieku został przejęty przez kapitułę metropolitalną, która w 1607 roku przeprowadziła remont świątyni. Po pożarze w 1613 roku, został odbudowany w latach 1615-1632. W 1760 roku spłonął prawie całkowicie. Arcybiskup Antoni Ostrowski, nie mając środków na odbudowę świątyni, kazał kościół rozebrać. Gruntownie odrestaurowany i zbarokizowany w 1782 roku, dzięki staraniom kanonika Baltazara Pstrokońskiego wg projektu architekta Bernarda Landwerbera z Poznania. Z tego okresu pochodzi zasadnicza bryła kościoła. Został gruntownie odnowiony w 1936 roku.
25 kwietnia 1937 roku na Wzgórzu Lecha odbyły się obchody 25-lecia Chorągwi Wielkopolskiej Harcerzy. Obchody rozpoczęły się uroczystą mszą świętą w kościele św. Jerzego, podczas której poświęcono marmurową tablicę upamiętniającą 25-lecie harcerstwa wielkopolskiego. Została ona wmurowana w prezbiterium kościoła, w którym odbyło się nabożeństwo. 10 sierpnia tego samego roku bp Antoni Laubitz w imieniu Kapituły Metropolitalnej przekazał harcerstwu wielkopolskiemu kościół jako ośrodek religijny.
Z dniem 7 września 1974 roku kard. Stefan Wyszyński przekazał kościół gnieźnieńskiemu seminarium duchownemu. Z tego okresu wspominamy m.in. nieistniejące już dziś wybicie drewnem posadzki prezbiterium, a także przystosowanie kościoła do odnowionej, posoborowej liturgii. Z momentem przeznaczenia kościoła dla celów dydaktyczno-duszpasterskich seminarium duchownemu, całkowitą troskę i odpowiedzialność za stan budynku miała ponosić Kapituła Kolegiacka, zgodnie z paragrafem I dekretu Prymasa Wyszyńskiego z dnia 30 września 1974 roku. Obecnie nad tymi sprawami czuwa rektor seminarium duchownego. Seminarium Duchowne podjęło w latach 90. renowację wnętrza: dokonano całkowitego przełożenia posadzki kościoła wraz ze zmianą drewnianej nakładki posadzki w prezbiterium, wymalowania świątyni i niezbędnych napraw.

## Funkcjonowanie
Obecnie liturgia sprawowana jest tylko w niedziele. Jedna Msza sprawowana jest przez wychowawców i profesorów seminarium, druga przez gnieźnieńskie Duszpasterstwo Akademickie. Kościół św. Jerzego jest również miejscem duchowych spotkań gnieźnieńskich hufców harcerskich oraz różnych modlitewnych grup młodzieżowych. Od 2022 r. kościół św. Jerzego jest też miejscem celebracji Mszy w starszej formie rytu rzymskiego.